# Erövringen
Erövringen är en bok av Elizabeth Chadwick som handlar om slaget vid Hastings. Den saxiska kvinnan Ailith väntar sitt första barn. Efter att ha förlorat både sitt barn och sin make, ger Ailith upp. Men så träffar hon Rolf de Breeze, Normandisk hästuppfödare och blir hans husfru på hans egendomar i England. Ailth blir även ammad av sin grannes son, Benedict. Rolf och Ailith får en dotter, Julitta.